# Kégham Atmadjian
Kégham Atmadjian (en arménien Գեղամ Աթմաճեան), connu sous le nom de plume littéraire A. Séma (Ա. Սեմա), né le 18 novembre 1910 à Bafra dans l'Empire ottoman et mort le 18 mai 1940 en France, est un poète, écrivain et essayiste franco-arménien.

## Biographie
Kégham Atmadjian naît en 1910 à Bafra, où il fait ses études primaires. Survivant des déportations du génocide arménien, lors desquelles il perd son père Mihran Atmadjian, Kégham Atmadjian vit ses premières années dans des orphelinats de Corfou et d'Alep. Il retrouve ensuite sa mère Parantsem (née Etmekdjian, 1890-1973) et sa sœur.
En 1918, il retourne dans sa ville natale puis s'installe à Constantinople pour ses études. Il est élève de l'orphelinat anglais, où il a pour professeur le poète Kévork Garvarents (le père de Georges Garvarentz), qui lui donne le goût de l'écriture.
Il est militant proche des communistes dès 1926, avant son arrivée en France. Il s'installe à Lyon en 1926.
En 1929, il s'installe à Paris. À cette époque, il rencontre Missak Manouchian, avec qui il se lie, et retrouve Krikor Bédikian, ancien camarade d'orphelinat,. Tous les trois fréquentent le Louvre et les musées parisiens, et prêtent serment devant le Panthéon : « ils deviendront des hommes, c'est-à-dire instruits, sinon plutôt mourir… », raconte Marie Atmadjian,,. Missak et Kégham s'inscrivent en auditeurs libres à la Sorbonne, où ils suivent des cours de littérature, de philosophie, d'économie politique, d'histoire, de lettres et de sciences sociales.
Il fonde en 1930 la revue littéraire arménophone Tchank (Ջանք, « Effort ») avec Missak Manouchian en 1930-1931,. Dans cette revue, ils publient des articles sur la littérature française et la littérature arménienne, ainsi que quelques traductions en arménien d'auteurs français. Par exemple, Missak Manouchian traduit le poème Enivrez-vous de Baudelaire. Dans le numéro 2, on retrouve en première page une reproduction de La Liberté guidant le peuple d'Eugène Delacroix, rendant hommage aux « Trois Glorieuses »,. Ils travaillent beaucoup ensemble, notamment dans un atelier d'imprimerie, consommant de grandes quantités de lait pour se prémunir des risques d'intoxication au plomb. Marie Atmadjian raconte en 1953 sa visite dans leur appartement :

« Quand nous sommes arrivées en France début 1930, nous avons trouvé mon frère Séma et son camarade Missak Manouchian dans une chambre sombre et humide du Quartier latin, au bout de la rue des Fossés-Saint-Jacques, au numéro 2. La vision de cette pièce était terrifiante. Ça ressemblait à tout sauf à une chambre normale. Des liasses de papier et des piles d'articles, des outils d'imprimeur, des caractères dans des caisses, des pages et des clichés rangés dans des cartons… Un primus dans un coin, à côté de l'évier sous lequel étaient alignées des bouteilles pleines de lait. Lorsque ma mère, inquiète de voir cet état, a demandé s'ils ne se nourrissaient que de lait, Missak a répondu dans un bon sourire : « Petite maman, il n'y a rien de meilleur au monde que le lait… le plomb est un poison, le lait son antidote. Nuit et jour, nous avons affaire à ces caractères d'imprimerie ; si on ne boit pas de lait, on meurt… ».
Kégham, tout joyeux, nous a apporté les premiers numéros de Tchank, et nous nous demandions s'il fallait nous en réjouir ou pleurer…,,. »

La revue prend fin du fait des difficultés financières rencontrées par les deux hommes mais aussi d’un conflit rédactionnel entre eux.
Kégham rentre ensuite au Parti communiste français.
Il se marie avec Emma Jeanne Charlotte Le Chevalier en 1934 et ils ont ensemble deux enfants, Erminne et Gilbert.
Avec Bedros Zaroyan, il publie en 1935-1937 une autre revue arménienne, intitulée Մշակույթ (Mechagouyt, « Culture »). On retrouve aussi sa signature dans Loussapats (« Aube », 1938-1939), publiée par Zaroyan et Zareh Vorpouni.
Il est aussi l'auteur de poèmes, de pièces de théâtre, de nouvelles et d'articles, publiés dans les revues sus-mentionnées.
Il semblerait qu'il ait fondé, en 1938, une imprimerie nommée l'Imprimerie du Temple au 24 rue Notre-Dame-de-Nazareth à Paris, comme en témoignent les Archives commerciales de la France. Dans son ouvrage sur la littérature arménienne, Krikor Beledian rapporte aussi qu'il a fondé sa propre imprimerie, sans toutefois en donner le nom.
Naturalisé français, il est mobilisé sous les drapeaux au sein du 72e Régiment d'infanterie et est tué en 1940 lors de la bataille de France sur le front des Flandres au début de la Seconde Guerre mondiale.
Sa sœur, l'autrice et poétesse Marie Atmadjian, qui avait participé aux revues de son frère (notamment Tchank), est très marquée par sa mort et lui consacre certaines de ses œuvres : par exemple, dans son premier recueil, Les Lys de Golgotha (1948), la première partie est intitulée « Encensoir pour bénir les cendres dispersées de Séma » ; elle lui dédie aussi des poèmes.

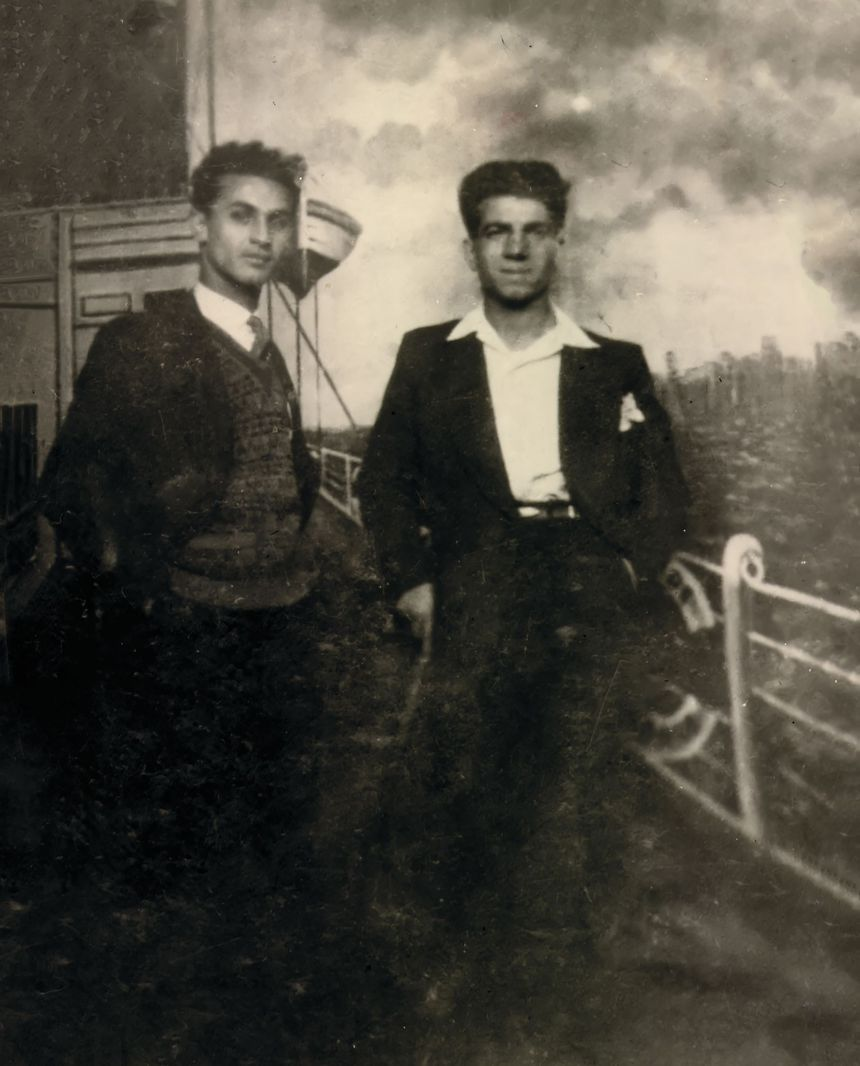
Avec Missak Manouchian au début des années 1930[24],[16].
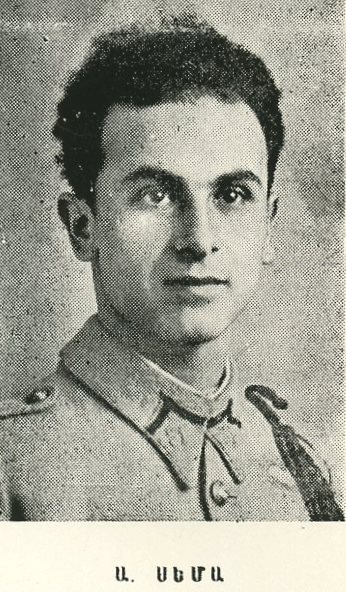
Séma en uniforme militaire.
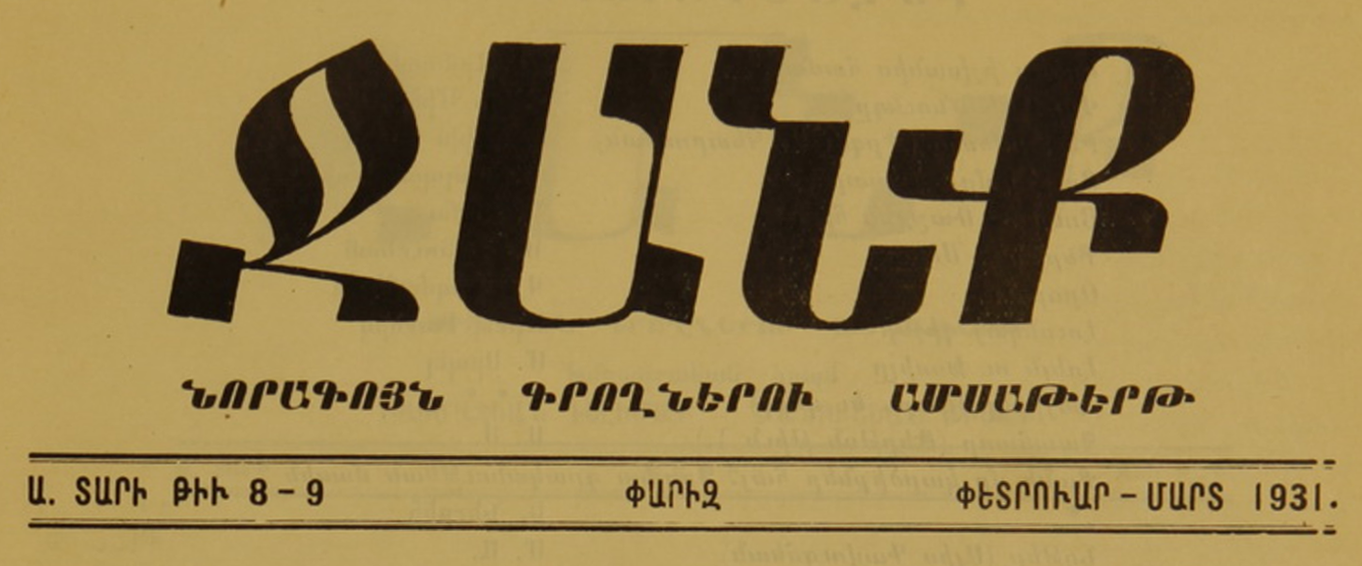
Titre de la revue Tchank (1930-1931).
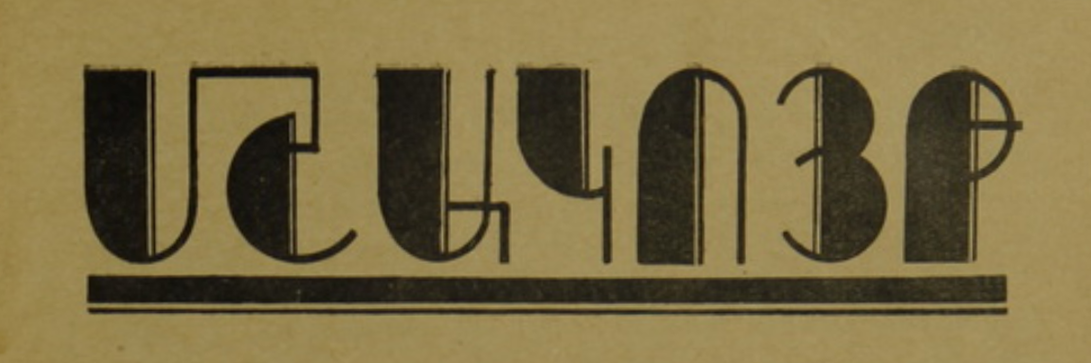
Titre de la revue Mechagouyt (1935-1937).

## Œuvre
- Voie sans issue (roman, manuscrit perdu, extraits publiés dans Abaka)[25]
- (hy) Համաթլոս [« Heimatlos (Apatride) »], Paris,‎ 1935, nouvelle publiée dans le double numéro 3-4 de Mechagouyt, p. 97-111, [lire en ligne]
- (hy) Զրահածոր գարուն [« Le Printemps cuirassé »], Paris, Éditions Mechagouyt,‎ 1936, 64 p. (BNF 43671385)[26],[27]
- (hy) Շամիրամ : Թատերաքերթուած հինգ արար [« Sémiramis - Pièce en cinq actes »], Paris, Imprimerie du Temple,‎ 1938, 52 p.[27]
- (hy) Պարոն Կալունի : Երգիծախաղ մէկ արարուած [« Monsieur Galouni »], Paris, Imprimerie du Temple,‎ 1938, 34 p.[27]
- (hy) Երկեր, RSS d'Arménie, ՀՍՍՀ հրատ. Պետ. Կոմ. Թիւ 6 տպարան,‎ 1966, 356 p.[27]
- (hy) Marie Atmadjian (éditrice), Լուսամատեան : Բանաստեղծ Ա. Սեմայի (Գեղամ Աթմաճեան) ի յուշ [« Aube : Poèmes d'A. Séma (Kégham Atmadjian) »], Paris, Impr. Araxes,‎ 1970, 119 p.